# Ramon Blasi i Rabassa
Ramon Blasi i Rabassa   (la Selva del Camp, 1901 - Barcelona, 1980) fou un escriptor català.
Va marxar a Barcelona i va col·laborar amb la revista En Patufet, i novament quan va reaparèixer el 1968 amb el nom de Patufet, i amb les col·leccions annexes. Utilitzà els pseudònims de Guerau i R. Bir. Fou autor de diverses faules i versets i d'un recull de narracions protagonitzades per animals anomenada Tornen a parlar les bèsties publicada el 1935; el 1971 va publicar Entre el Carlit i el Puigmal, en prosa; també va escriure algunes novel·les roses de la Biblioteca Gentil. A més, va traduir diverses obres.

## Biografia
Va néixer l'any 1901 al carrer de la Font, núm. 1, essent el segon dels quatre fills d'una família de pagesos. La seva infància transcorregué a la seva vila nadiua de La Selva del Camp i les primeres lletres les aprengué al col·legi de Sant Agustí dels pares claretians. A Reus estudià el batxillerat i a Barcelona va estudiar química durant dos anys, carrera que no va continuar per mancances econòmiques. Es posà a treballar a protecció de menors, lloc que mantindria fins a la seva jubilació. L'any 1930 es va casar amb Conxita Rios, mecanògrafa administrativa de l'oficina de menors on treballava i amb la qual tingué dos fills: Conxita i Raimon.
Tot i que en els darrers anys de la seva vida passava llargues temporades a la seva vila nadiua, Blasi morí i fou enterrat a Barcelona el 1980.

## Activitat professional
La seva col·laboració amb En Patufet comença l'any 1921 i esdevé, al costat de Josep M. Folch i Torres el veritable animador del setmanari fins al 1938. Allí hi publicà poemes, faules, contes i hi tenia uns espais fixos. Al mateix temps col·laborava amb el setmanari infantil L'Esquitx, suplement d'En Patufet. Entre el 1968 i el 1973, va col·laborar de nou amb En Patufet, en la represa que se'n feu.
Escriptor prolífic, a més de signar amb el nom propi i cognoms ho feu, també, amb pseudònims com ara R. Bir,Guerau, Un poeta de secà, Setciències, Avant i Jhon-tink-ungec a "En Patufet", Ramon Serení al Full Selvatà i Professor Dekorpus a Adesel.
El seu primer llibre de poesia el publicà el 1929 amb el títol Poemes del Camp. El 1933 publicava algunes novel·les dintre la col·lecció Biblioteca Gentil (Dues vides i un amor, Elionor i Noemí). El 1935 publica el recull de narracions d'animals Tornen a parlar les bèsties.
Publica a tots els periòdics selvatans que s'editen: Full Selvatà, Brum i, sobretot Adesel la revista de l'associació de la qual fou president qui n'edita el poemari Selvatanies (1961). D'altres publicacions seves són Del cor als llavis (1968), Meitat de França (1970), Faules catalanes (1970), Entre el Carlit i el Puigmal (1971) i Fronteres enllà (1974). L'any 1970 també es va publicar el text de les Estampes de Paret Delgada, una representació teatral en vers escenificada en l'escenari natural dels Ponts a la Selva. Deixà inèdit el llibret d'una òpera que pretenia dirigís A. Ros Marbà, Mocador de seda fina.
Amb motiu del vuitè centenari de la Carta de Població de la Selva (1965) redactà uns versos per a cada un dels carrers i places de la vila que foren impresos en majòliques decorades i que es mantenen avui  en els indrets que foren col·locades.
També se'n destaca la seva tasca com a traductor, l'any 1931 traduí del francès al català tres novel·les de temàtica rosa per a la Biblioteca Gentil: La felicitat té el seu camí de Jean de Belcayre, Ninon de M. Delly i La vida és una lluita de Jean Thiéry.

## Obres
Narració
- Tornen a parlar les bèsties (1935)

Poemes presentats als Jocs Florals de Barcelona
- L'endolada (1919)
- A una doncella (1919)
- Orfe de mare (1919)
- Nit a muntanya (1926)
- Cançó de juny (1926)
- Plany de la plegadora (1926)
- Tarragonina (1926)